# Impedancia característica del vacío
La impedancia característica del vacío o impedancia intrínseca del vacío, Z0, es una constante física que relaciona las magnitudes de los campos eléctrico y magnético de una radiación electromagnética viajando a través del vacío.
Así pues,
| Símbolo                                  | Nombre                              | Unidad |
| ---------------------------------------- | ----------------------------------- | ------ |
| {\displaystyle Z_{0}}                    | Impedancia característica del vacío | ohm    |
| {\displaystyle \left\vert E\right\vert } | Intensidad de campo eléctrico       | V / m  |
| {\displaystyle \left\vert H\right\vert } | Intensidad de campo magnético       | A / m  |

Su valor aproximado es {\displaystyle Z_{0}} = 376.73031... ohmios.
La impedancia del vacío (más correctamente, la impedancia de onda de una onda plana en el vacío) es igual al producto de la permeabilidad del vacío o constante magnética μ0 por la velocidad de la luz en el vacío c0. Desde que los valores numéricos para la constante magnética y para la velocidad de la luz se fijaron a través de las definiciones del amperio y el metro respectivamente, el valor exacto de la impedancia del vacío fue igualmente fijado por definición relativa en el Sistema Internacional de Unidades.

## Terminología
A la análoga cantidad para una onda plana viajando a través de un medio dieléctrico se la denomina la impedancia intrínseca del medio, y es designada por η (eta). De ahí que a Z0 se le denomine a veces como la impedancia intrínseca del vacío, y se represente por el símbolo η0. Además tiene otros numerosos sinónimos, incluyendo:
- Impedancia del vacío,
- impedancia característica del aire,
- Impedancia de onda del vacío,
- Resistencia de onda del vacío.

## Relación con otras constantes
De la definición de más arriba, y la solución a las ecuaciones de Maxwell para una onda plana, tenemos que;
| Símbolo                          | Nombre                                    | Unidad      |
| -------------------------------- | ----------------------------------------- | ----------- |
| {\displaystyle Z_{0}}            | Impedancia característica del vacío       | ohm         |
| {\displaystyle \mu _{0}}         | Permeabilidad magnética del espacio vacío | N / A2      |
| {\displaystyle \varepsilon _{0}} | Permitividad eléctrica del espacio vacío  | C2 / (N m2) |
| {\displaystyle c_{0}}            | Velocidad de la luz en el vacío.          | m / s       |

El recíproco de {\displaystyle Z_{0}\ } normalmente se le denomina admitancia del vacío, y se representa por el símbolo {\displaystyle Y_{0}\ }.

## Valor exacto
Desde 1948, la unidad del SI denominada amperio ha definido por acuerdo el valor numérico de μ0 que es exactamente 4π×10−7 H/m. De manera análoga, desde 1983 la unidad del SI metro ha definido por acuerdo el valor numérico de c0 que es exactamente 299 792 458 m/s. Consecuentemente:
{\displaystyle Z_{0}=\mu _{0}c_{0}=119.9169832\;\pi \ \Omega } exactamente,
o 
{\displaystyle Z_{0}\approx 376.730\ 313\ 461\ 77\ldots \Omega }. Esta situación puede cambiar si se redefine las unidades de Amperio en 2015. Ver Redefinición de las unidades del SI.

## Aproximación 120π
Es muy común que en libros de texto y escritos especializados anteriores a los 1990 se le de un valor aproximado a {\displaystyle Z_{0}} de {\displaystyle 120\pi }, lo que es equivalente a tomar para la velocidad de la luz el valor de 3×108 m/s. Por ejemplo, Cheng 1989 enunció que la resistencia de radiación de un dipolo elemental era;
{\displaystyle R_{r}\approx 80\pi ^{2}\left({\frac {\ell }{\lambda }}\right)^{2}}  [aproximado]

## Lecturas posteriores
- John David Jackson (1998). Classical electrodynamics (3ª edición). Nueva York: Wiley. ISBN 0-471-30932-X.

- Datos: Q269492